# Davey Moore (1959–1988)
Davey Moore (ur. 9 czerwca 1959 w Bronx w Nowym Jorku, zm. 1 czerwca 1988 w Nowym Jorku) – amerykański bokser, zawodowy mistrz świata kategorii junior średniej.
Miał udaną karierę amatorską. Kilkakrotnie zdobywał Złote Rękawice stanu Nowy Jork. Rozpoczął karierę boksera zawodowego w 1980.
Już w 9. walce otrzymał szansę walki o tytuł zawodowego mistrza świata federacji WBA w wadze junior średniej. Zmierzył się z broniącym tytułu Tadashi Miharą 2 lutego 1982 w Tokio i zwyciężył przez techniczny nokaut w 6. rundzie. Miał wówczas 22 lata.
W obronie tytułu wygrał 26 kwietnia 1982 w Johannesburgu z Charliem Weirem przez nokaut w 5. rundzie, 17 lipca tego roku w Atlantic City z byłym mistrzem świata Ayubem Kalule przez techniczny nokaut w 10. rundzie i 29 stycznia 1983 w Atlantic City z Garym Guidenem przez nokaut w 4. rundzie. W kolejnej walce o tytuł zmierzył się 16 czerwca 1983  w Madison Square Garden w Nowym Jorku z byłym mistrzem świata w wagach lekkiej i półśredniej Roberto Duránem, który tego dnia obchodził 32. urodziny. Durán pokonał Moore'a przez techniczny nokaut w 8. rundzie, odbierając mu pas mistrzowski.
14 lipca 1984 w Monte Carlo Moore pokonał przez techniczny nokaut w 2. rundzie byłego mistrza świata w trzech kategoriach wagowych Wilfreda Beníteza, który po nokdaunie w 1. rundzie złamał kość w prawym stawie skokowym. 24 sierpnia 1986 w Juan-les-Pins walczył o tytuł mistrza świata federacji IBF z obrońcą pasa Busterem Draytonem, ale przegrał przez techniczny nokaut w 10. rundzie. Stoczył potem jeszcze 5 walk.
1 czerwca 1988 przed swoim domem został przejechany przez swój samochód, który sam stoczył się w dół podjazdu. Moore usiłował go zatrzymać, ale dostał się pod samochód i zmarł wskutek obrażeń klatki piersiowej.